# Stylofon
Stylofon – elektroniczny instrument muzyczny. Ma formę niewielkiego, płaskiego pudełka z umieszczoną wzdłuż dłuższego boku klawiaturą wykonaną z metalowych płytek. Klawiatura pierwszych modeli miała 20 klawiszy (skala g–d2), kolejnych – 44. Klawiaturę obsługuje się rysikiem (stylusem). Instrument posiada dwa przełączniki: zasilania oraz vibrato, który zmienia charakterystykę wytwarzanego przez generator drgań dźwięku, dekorując go efektem wibrata.
Stylofon skonstruowany został w Anglii w 1967 przez Briana Jarvisa, a od 1968 produkowany jest seryjnie w założonej przez niego firmie Dubreq. Instrument z zamierzenia był zabawką, ale zyskał pewną popularność w muzyce pop. Wykorzystywali go David Bowie (m.in. w jednym ze swoich hitów – „Space Oddity”), Kraftwerk, Pulp, Jack White z The White Stripes oraz John Linnell z They Might Be Giants. Muzykę z wykorzystaniem stylofonów komponuje również zespół Kingston University Stylophone Orchestra założony na uniwersytecie Kingston University.